# 江湖浪子 (電視劇)
《江湖浪子》（英語：The Young Wanderer），是香港無線電視的劇集，於1985年1月21日首播，共20集。

## 演員

### 主要演員
- 黃日華 飾 易水寒
- 劉嘉玲 飾 阮紅葉
- 莊靜而 飾 管素兒
- 陳榮峻 飾 宋曉陽
- 秦沛 飾 東郭有我
- 甘國衛 飾 南宮宇
- 陳嘉儀 飾 星星夫人
- 黃愷欣
- 黃曼凝 飾 管素心
- 楊盼盼 飾 宮本雪

### 其他
- 關鍵 飾 縣令
- 佩雲 飾 縣令夫人
- 葉天行
- 黃敏儀 飾 英姑
- 虞天偉
- 吳博君
- 鄧汝超
- 關海山 飾 易父
- 鄭少萍 飾 易母
- 許逸華
- 吴镇宇 饰 官差 (第1集) 小二 (第3集) 五毒门门主 (第7集)
- 戴志衞 饰 阮红叶师兄 (第2集)
- 刘青云 饰 道徒 (第11集)